# Maury Island
Maury Island ist eine bewohnte Insel in der Meeresbucht Puget Sound im US-Bundesstaat Washington. Sie ist mit Vashon Island durch eine Landenge verbunden, die 1913 aufgeschüttet wurde. Vor dem Bau der Landenge war die Insel nur bei Ebbe mit Vashon verbunden. Die Insel ist ländlich geprägt, mit landwirtschaftlichen Flächen, Wäldern und einer relativ unbebauten Küstenlinie. 
Die Insel wurde 1841 während der Wilkes-Expedition zu Ehren von William Lewis Maury benannt. Einem Entdecker und Seefahrer, der als Marineoffizier in der US Navy diente und an der Wilkes-Expedition beteiligt war. Im Jahre 1947 kam es bei Maury Island zu einer angeblichen UFO-Sichtung.
Die Insel ist dünn besiedelt und verfügt über viel unberührte Natur. Am Südostufer befindet sich die Maury Island Natural Area. Die kleine Ortschaft Dockton befindet sich auf Maury Island, welche eine unincorporated community ohne eigenen Gemeindestatus ist. Im Osten von Maury Island befindet sich der Leuchtturm Point Robinson Light, welches 2004 in das National Register of Historic Places eingetragen wurde.
Administrativ ist Maury Island eng mit Vashon Island durch den Vashon-Maury Island Community Council verbunden. Der Community Council hat die Aufgabe, sich für den Erhalt des ländlichen Charakters von Vashon und Maury Islands einzusetzen.